# Arborele cenușiu
Arborele cenușiu este o pictură din 1911 realizată de pictorul neerlandez Piet Mondrian. Este expusă la Kunstmuseum Den Haag din Haga.
Lucrarea a fost realizată într-un moment în care Mondrian începea să experimenteze cubismul: elementele din prim-plan și din fundal par să se amestece, iar paleta este foarte restrânsă. Arborele are o formă ovală subtilă, urmând o altă practică cubistă întâlnită în lucrările lui Pablo Picasso și Georges Braque. Ovalul lui Mondrian a devenit explicit, încadrând lucrarea, în picturile care au urmat în următorii trei sau patru ani. Măr înflorit, realizat în 1912, este o compoziție de dimensiuni similare. Deși conturul „mărului” îl amintește pe cel din Arborele cenușiu, lucrarea este mult mai fațetată și abstractă.